# Kazuhiko Chiba
Kazuhiko Chiba (jap. 千葉 和彦 Chiba Kazuhiko; ur. 21 czerwca 1985) – japoński piłkarz, reprezentant kraju. Obecnie występuje w Sanfrecce Hiroszima.

## Kariera klubowa
Od 2004 do 2011 roku występował w klubach AGOVV Apeldoorn, Dordrecht i Albirex Niigata. Od 2012 roku gra w zespole Sanfrecce Hiroszima.

## Kariera reprezentacyjna
W reprezentacji Japonii zadebiutował w 2013.

## Statystyki
| Reprezentacja Japonii | Reprezentacja Japonii | Reprezentacja Japonii |
| Rok                   | Mecze                 | Gole                  |
| --------------------- | --------------------- | --------------------- |
| 2013                  | 1                     | 0                     |
| Razem                 | 1                     | 0                     |